# 山本瑞稀
山本瑞稀（9月17日—）是日本的女性聲優，德島縣出身。隸屬於EARLY WING。

## 人物
ESP娛樂、AIR AGENCY聲優養成所出身。
興趣是甜點巡禮、卡拉OK、智力遊戲。特技是伸展運動。
希望能用自己的聲音展現各個角色的最大魅力，因此想成為聲優。

## 演出作品
※粗體字為主要角色。

### 電視動畫
2019年
- 偶像夢幻祭（觀眾）

2020年
- Lapis Re:LiGHTs（琳娜[4]）

### 劇場動畫
- 電影怪俠佐羅利 宇宙的勇者們（2015年）

### 遊戲
2017年
- 迷宮旅人2-2 墮落少女與初始之書（伊克托米、莫比迪克、普利希拉）
- 蒼穹的Sky Galleon（木花之佐久夜毘売、赫拉、奇斯塔）

2024年
- 星之翼（秋雨)
- 星之翼 (弗莉德）

時期未定
- Lapis Re：LiGHTs ～這個世界的偶像會用魔法～（琳娜[5]）

### 數位漫畫
- （神崎唯）
- （嬰兒、千佳友人1、住人女性）

## 音樂CD

### 角色歌
| 發售日 | 商品名稱             | 演唱名義 | 歌曲                 | 備註                                                        |
| 2020年 | 2020年               | 2020年   | 2020年               | 2020年                                                      |
| ------ | -------------------- | -------- | -------------------- | ----------------------------------------------------------- |
| 2月5日 | START the MAGIC HOUR | LiGHTs   | 「Your Lights」 「」 | 遊戲《Lapis Re：LiGHTs ～這個世界的偶像會用魔法～》相關歌曲 |

## 外部連結
- 事務所官方簡歷 （页面存档备份，存于）（日語）
- 山本瑞稀的X（前Twitter）（日語）